# Calixto Ruiz de Gauna
Calixto o Calisto Ruiz de Gauna Báez (Salta, Virreinato del Perú, 1748 - Salta, Argentina, 27 de enero de 1833) fue un hacendado, comerciante, político y militar argentino. Fue una de las personas más influyentes de su época debido a la fortuna que hizo al comerciar con el Alto Perú. Se desempeñó como Teniente coronel y como gobernador interino de la intendencia de Salta del Tucumán.

## Biografía

Escudo de la familia Ruiz de Gauna.

Nació en la ciudad de Salta en 1748, del matrimonio conformado por Juan Calixto de Gauna y María Josefa Báez. Finalizados su estudios, se dedicó al comercio con el Alto Perú, rubro por el cual se convirtió en una de las personas más influyentes de la época.  Ocupando el cargo de alguacil mayor, el gobernador Nicolás Severo de Isasmendi lo convocó al Cabildo Abierto de Salta. Durante la jornada del 19 de julio de 1810, la junta salteña resolvió en adherirse al movimiento de la Revolución de Mayo. Como consecuencia, Isasmendi, que estaba a favor del bando realista, mandó a encarcelar a todos los que votaron por esa resolución. Ruiz de Gauna fue el único que logró escapar y, tras ello, viajó a Buenos Aires en caballo. El viaje le tomó 8 días y, tras llegar, informó lo que había sucedido. Ello le mereció que lo ascendieran al grado de teniente coronel y fue designado gobernador interino de la intendencia de Salta de Tucumán por Feliciano Chiclana, quien regresó junto a él a Salta. Tuvo una severa inflamación en las extremidades inferiores debido a la cabalgata, por lo que se vio obligado estar tres meses en reposo.
No pudo luchar en la Guerra de Independencia debido a su edad, pero colaboró activamente con la causa de la independencia, lo que le valió ser nombrado por el general Martín Miguel de Güemes comandante de milicias. Cuando Güemes murió en 1821, Calixto se desempeñaba como alcalde de primer voto y Güemes como gobernador; como segundo al mando, fue nuevamente nombrado gobernador interino de Salta.
Contrajo matrimonio tres veces, primero con Manuela Niño, con quien no tuvo hijos, luego con Manuela Bárcena, con quien tuvo cuatro hijos, y por último con Francisca del Villar, con quien tuvo seis hijos. Falleció en las Costas en su estancia El Carmen de Peñalva, al norte de la ciudad de Salta, el 27 de enero de 1833.

## En la cultura popular
La zamba "Calisto Gauna", poesía de José Ríos y música de Juan José Botelli, interpretada por Los Fronterizos, se refiere a su cabalgata desde Salta a Buenos Aires .